# Emmet (Contea di Marathon, Wisconsin)
Emmet è un comune degli Stati Uniti, situato in Wisconsin, nella Contea di Marathon.
Fondato il 20 dicembre 1888, il comune di Emmet vide tenersi la prima assemblea cittadina il 2 aprile 1889. 
Privo di qualsivoglia somiglianza con una cittadina, con una strada principale e strutture riconoscibili quali negozi o abitazioni, il comune di Emmet è composto quasi esclusivamente di campi coltivati e fattorie, distanti fra loro diversi chilometri. Non è un caso che il municipio della città di Emmet si trovi in realtà a Halder, vicino al centro geografico del comune, appena a sud della statale 153. Il municipio è stato costruito alla fine degli anni '30 e oggi funge da regolare luogo di riunione e seggio elettorale della città.
Le riunioni cittadine regolari si svolgono il secondo martedì del mese alle 19:30. Per il resto dell'anno l'edificio comunale resta disponibile per l'affitto per matrimoni, feste e riunioni. Per ulteriori informazioni è possibile contattare il presidente della città.